# PLS (complexidade)
Na teoria da complexidade computacional, a Pesquisa Local Polinomial (PLS) é uma classe de complexidade que modela a dificuldade de encontrar uma solução ótima localmente para um problema de otimização.
Um problema PLS {\displaystyle L} tem um conjunto {\displaystyle D_{L}} de instâncias que são codificados usando seqüências de caracteres sobre um alfabeto finito {\displaystyle \Sigma }. Para cada instância {\displaystyle x} existe uma solução finita de  {\displaystyle F_{L}(x)}. Cada solução {\displaystyle s\in F_{L}(x)} tem um número inteiro não-negativo de custo dado por uma função {\displaystyle c_{L}(s,x)} e uma vizinhança {\displaystyle N(s,x)\subseteq F_{L}(x)}. Além disso, a existência dos três seguintes  algoritmos de tempo polinomial é necessária:
- Algoritmo {\displaystyle A_{L}}  produz alguma solução {\displaystyle A_{L}(x)\in F_{L}(x)}.
- Algoritmo {\displaystyle B_{L}} determina o valor de {\displaystyle c_{L}(s,x)}.
- Algoritmo {\displaystyle C_{L}} mapeia um solução {\displaystyle s\in F_{L}(x)} para um elemento {\displaystyle s'\in N(s,x)} de tal forma que {\displaystyle c_{L}(s',x)<c_{L}(s,x)} se tal elemento não existe. Caso contrário, {\displaystyle C_{L}} relata que tal elemento não existe.

Uma instância {\displaystyle D_{L}} tem a estrutura de um grafo implícito, os vértices sendo as soluções com duas soluções {\displaystyle s,s'\in F_{L}(x)} conectados por um arco direcionado se e somente se {\displaystyle s'\in N(s,x)}. O mais interessante problema computacional é o seguinte:
Dado alguma instância {\displaystyle x} de um problema PLS {\displaystyle L}, encontrar um local optimum de {\displaystyle c_{L}(s,x)}, i.e. uma solução {\displaystyle s\in F_{L}(x)} tal que {\displaystyle c_{L}(s',x)\geq c_{L}(s,x)} para todos {\displaystyle s'\in N(s,x)}
O problema pode ser resolvido usando o seguinte algoritmo:
1. Use {\displaystyle A_{L}} para encontrar uma solução inicial {\displaystyle s}
2. Use o algoritmo {\displaystyle C_{L}} para encontrar uma solução melhor {\displaystyle s'\in N(s,x)}. Se tal solução existe, substituir {\displaystyle s} por {\displaystyle s'}, caso contrário retorne {\displaystyle s}

Infelizmente, isso geralmente leva um número exponencial de passos de melhoria para encontrar um local optimum, mesmo se o problema {\displaystyle L} pode ser resolvido exatamente em tempo polinomial.
Exemplos de problemas PLS-completo incluem relativos ao local optimum do problema do caixeiro viajante, corte máximo e satisfatibilidade, bem como a procura de um puro equilíbrio de Nash de um jogo congestionamento.
PLS é uma subclasse da TFNP, uma classe de complexidade estreitamente relacionada com a NP que descreve problemas computacionais em que é garantida a existência de uma solução e que pode ser reconhecida em tempo polinomial. Por um problema no PLS, é garantida a existência de uma solução porque o vértice de custo mínimo do gráfico inteiro é uma solução válida, e a validade de uma solução pode ser verificada através do cálculo de seus vizinhos e comparando os custos de cada um.